# Subrasaca flavolineata
Subrasaca flavolineata är en insektsart som beskrevs av Victor Antoine Signoret 1855. Subrasaca flavolineata ingår i släktet Subrasaca och familjen dvärgstritar. Inga underarter finns listade i Catalogue of Life.